# 20. Fallschirmjäger-Division (Wehrmacht)
Die 20. Fallschirmjäger-Division war ein Großverband der Luftwaffe der deutschen Wehrmacht während des Zweiten Weltkrieges.

## Geschichte

### Aufstellung
Die Division wurde am 20. März 1945 als Feld-Ausbildungs-Division aufgestellt. Mit Befehl vom 5. April 1945 sollte die Division aus Teilen der Fallschirmjäger-Ersatz- und Ausbildungs-Division bestehen.
Gliederung zu Anfang April 1945:
- Fallschirmjäger-Regiment 58, ehemals Fallschirmjäger-Ersatz- und Ausbildungs-Regiment 1, mit drei Bataillonen
- Fallschirmjäger-Regiment 59, ehemals Fallschirmjäger-Ersatz- und Ausbildungs-Regiment 2, mit drei Bataillonen
- Fallschirmjäger-Regiment 60, ehemals Fallschirmjäger-Ersatz- und Ausbildungs-Regiment 3, mit drei Bataillonen
- Fallschirmjäger-Artillerie-Abteilung 20 mit sechs Batterien (davon gingen 2 später an die 21. Infanterie-Division)
- Fallschirmjäger-Panzerjäger-Abteilung 20 mit drei Kompanien (davon ging 1 später an die 21. Infanterie-Division)
- Fallschirmjäger-Flak-Abteilung 20 mit drei Batterien (diese ging später ganz an die 21. Infanterie-Division)
- Fallschirmjäger-Granatenwerfer-Bataillon 20 mit vier Kompanien (davon ging 1 später an die 21. Infanterie-Division)
- Fallschirmjäger-Pionier-Bataillon 20 mit zwei Kompanien
- Fallschirmjäger-Kraftfahr-Abteilung 20 mit vier Kompanien
- Fallschirmjäger-Sanitäts-Abteilung 20 mit zwei Kompanien

### Verwendung der aufgestellten Divisionsteile
Die Aufstellung und Ausbildung der Einheit wurde nicht mehr vor Kriegsende abgeschlossen. Die bereits aufgestellten Einheiten wurden nach Oldenburg geleitet. Das Fallschirmjäger-Ersatz- und Ausbildungs-Regiment 1 war unter der Bezeichnung Mitte April 1945 im Raum Berlin aktiv.

## Kommandeur
Einziger Kommandeur war der Generalmajor Walter Barenthin, u. a. ehemaliger Kommandeur der 3. Fallschirmjäger-Division und der 2. Fallschirmjäger-Division.